# Ulica Krawiecka we Wrocławiu

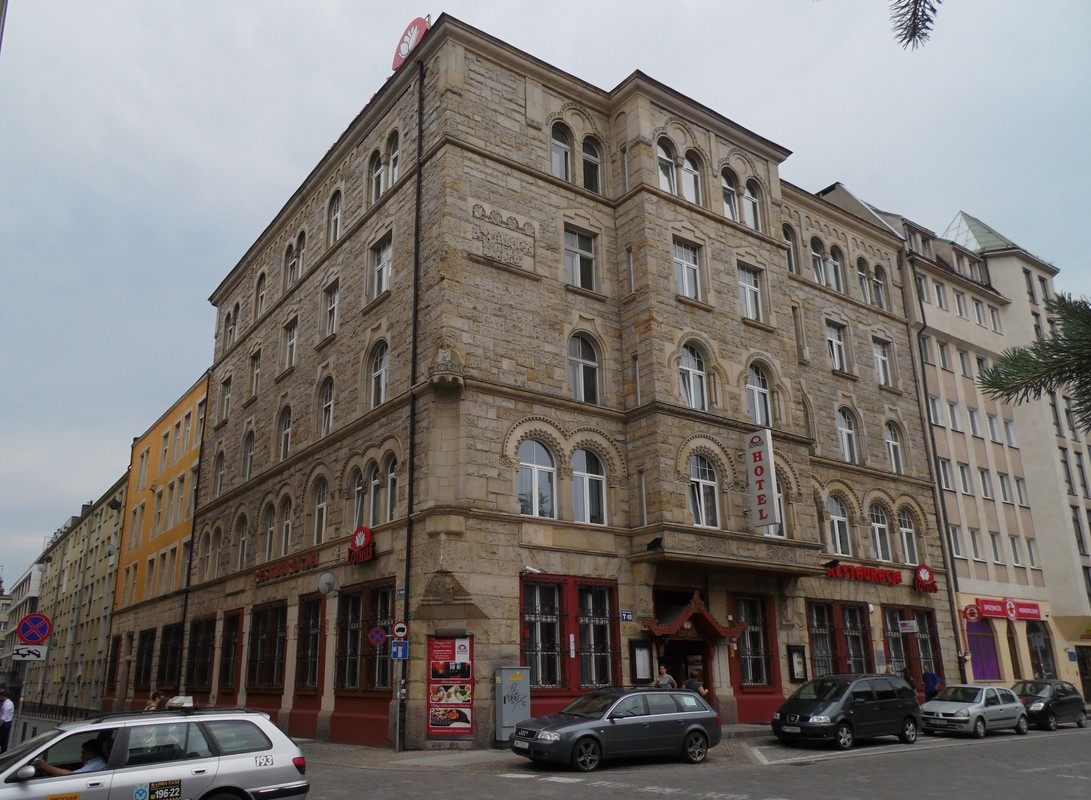
Początek ulicy, hotel.

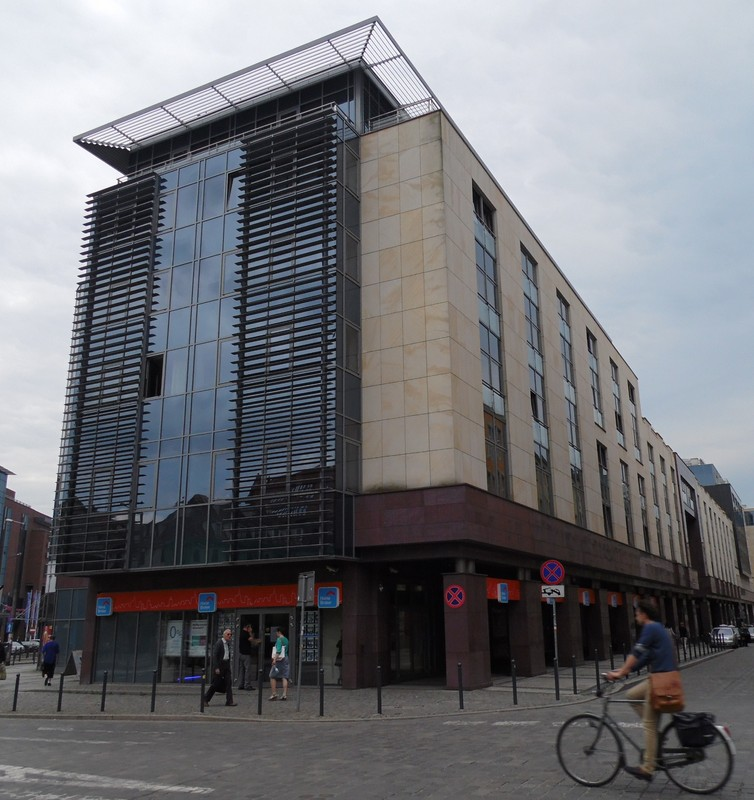
Justun Center, skrzyżowanie ul. Wita Stwosza i Krawieckiej.

Ulica Krawiecka – ulica położona we Wrocławiu na Starym Mieście. Biegnie od ulicy Wita Stwosza do ulicy Oławskiej, z którą nie ma jednak połączenia drogowego, a jedynie przejście piesze. Ulica ma 146 m długości.

## Historia
Najstarszy zapis jaki zachował się o tej ulicy pochodzi z 1367 roku, a nazwa pojawia się w zapisach z 1370 roku. W tamtym okresie znajdowało się w tych okolicach skupisko pośledniejszych krawców zajmujących się naprawą starej odzieży, głównie płaszczy, i handlem taką odzieżą. Z zachowanych ksiąg podatkowych wynika jednak, że rzemiosło to znika z tej ulicy już przed 1403 rokiem. Ówcześnie ulica należała do strefy marginalnej XIII-wiecznego miasta lokacyjnego. W późniejszym okresie pierzeja zachodnia obejmowała działki przynależne do parceli sąsiednich ulic. Pierzeja wschodnia obejmowała rozdrobnioną zabudowę, w tym między innymi żeńskie konwenty  mieszczańskie.
Ulica zachowała swój bieg w niezmienionej formie od średniowiecza w części północnej. W części południowej zaś ulica istniała w swoim biegu do zakończenia II wojny światowej. Tu ulica Krawiecka łączyła się nie bezpośrednio z ulicą Oławską lecz z dwoma zaułkami, obecnie nieistniejącymi. Pierwszy z nich – Zaułek Niski – do którego z ulicy można było się dostać poprzez Bramę Krawiecką. Drugi Zaułek Winogronowy, do którego można było się dostać Furtą Płaszczarzy, prowadził od ulicy Krawieckiej do ulicy Oławskiej. Przed II wojną światową przy ulicy oprócz domów znajdował się: wybudowany w 1840 roku Hotel „Deutsches Haus”, oraz wzniesiony przy nim w 1903/1904 roku, oba budynki powstały w miejscu kamienic: nr 23 – Pod Białym Bocianem i nr 22 Pod Złotym Słońcem oraz wybudowany w latach 1884-1887/1888 pseudobarokowy (styl renesansu włoskiego) gmach Poczty Głównej.
Podczas działań wojennych w czasie oblężenia Wrocławia w 1945 roku rejon pobliskiego placu Dominikańskiego został podpalony i wyburzony przez hitlerowców. W wyniku tego także zabudowa przy ulicy Krawieckiej uległa w ten sposób zniszczeniu. Zniszczenia wojenne spowodowane były także bombardowaniami. Po wojnie ruiny zostały rozebrane, a układ ulic i zaułków zmieniony. W 1956 roku rozebrano pozostałości gmachu poczty. W 1967 roku wzdłuż zachodniej pierzei ulicy zbudowano 4 piętrowy, wieloklatkowy budynek mieszkalny spółdzielni „Świt”. Wschodnia pierzeja od czasu powojennego odgruzowania tego rejonu do końca XX wieku pozostawała w całym kwartale niezabudowana. W tym czasie – do 1993 roku – budynek hotelu służył jako dom studencki i hotel asystencki Politechniki Wrocławskiej.
Począwszy od 2006 roku, przez 3 lata, trwała budowa kompleksu Justin Center przy ulicy Krawieckiej 1-3, według projektu pracowni ARCH-E Biuro projektowe. Inwestycja obejmowała w kwartał ulic: Krawiecka, Wita Stwosza, błogosławionego Czesława i Oławska. Budowę zakończono w styczniu 2009 roku. Powstał tu kompleks zabudowy mieszkaniowej, hotelowej, biurowo-usługowej, z lokalami handlowymi i parkingiem. Kolejne przeobrażenia przy tej ulicy obejmowały budowę przy Krawieckiej 6-8, w ramach której powstał biurowiec Akme. Budowa rozpoczęła się w październiku 2011 roku, a zakończyła 18 miesięcy później w kwietniu 2013 roku.

## Nazwy
W swojej historii ulica nosiła następujące nazwy własne: 
- Płaszczarska, Staropłaszczarska, od 1367 r.[3]
- Mäntlergasse od 1370 r. do 1945 r.[3][12]
- Krawiecka, od 1945 r.[2][3][12].

Nazwa Mäntlergasse nawiązywała do cechu krawców, bowiem z języka niemieckiego bazowe słowo Mäntler oznacza płaszczownika, czyli wytwórcę płaszczy. Nazwa „Staropłaszczarska” odnosiła się do faktu, że dominowali pośledni krawcy specjalizujący się w naprawie strych ubrań i handlu nimi. Późniejsza polska nazwa już wprost odnosi się do krawiectwa. Nazwa ta została nadana przez Zarząd Miejski i ogłoszona w okólniku nr 97 z 31.11.1945 r..

## Układ drogowy
Do ulicy przypisana jest droga gminna o długości 146 m, klasy dojazdowej.
Ulice powiązane z ulicą Krawiecką:
- skrzyżowanie:
  - ulicy Wita Stwosza[1][14]
  - ulica Świętego Wita[15]
- deptak: tzw. Duży Przejazd[16][17]
- deptak: ulicy Oławskiej[1][18].

W końcowym odcinku ulicy przechodzi ona w deptak pod współczesnym budynkiem, za którym łączy się z deptakiem ulicy Oławskiej. Przewidziano także połączenie piesze w kierunku zachodnim z ulicą Kaznodziejską, w miejscu tak zwanego Dużego Przejazdu.

## Zabudowa i zagospodarowanie
Ulica otoczona jest współczesną zabudową, zarówno w pierzei zachodniej jak i wschodniej, z wyjątkiem budynku narożnym przy skrzyżowaniu z ulicą Wiata Stwosza, w którym mieści się hotel . Obie pierzeje rozdziela pas drogowy ulicy o szerokości około 11 m. Cała pierzeja wschodnia to kompleks Justin Center, obejmujący zabudowę biurowo-usługową, hotelową, z lokalami handlowymi i parkingiem oraz lokalami mieszkalnymi w kwartale ulic: Krawieckiej, Wita Stwosza, błogosławionego Czesława i Oławskiej, z powierzchnią zabudowy 5.174 m² . Kompleks ten obejmuje również zamykający pierzeję północną ulicy Oławskiej łącznik, z przejściem pod budynkiem od ulicy Krawieckiej do deptaku w ulicy Oławskiej . Całość ma około 30.000 m² . W pierzei zachodniej na południe od hotelu usytuowano zabudowę mieszkalną z XX wieku i współczesną zabudowę mieszkalną z lokalami biurowymi i handlowymi w parterze i na I piętrze, z przerwą w tej zabudowie pomiędzy budynkiem przy ulicy Krawieckiej 6, a budynkiem przy ulicy Oławskiej 28 , z możliwością jej zabudowy. Zabudowa ta obejmuje między innymi Biurowiec Akme, o powierzchni użytkowej 3.250 m², w tym: 2.000 m² powierzchni mieszkań, 450 m² powierzchni biurowej i 800 m² powierzchni handlowo-usługowej, przy 870 m² powierzchni zabudowy.

## Ochrona i zabytki
Obszar, na którym położona jest ulica Krawiecka podlega ochronie w ramach zespołu urbanistycznego Starego Miasta z XIII-XIX wieku, wpisanego do rejestru zabytków pod nr rej.: 196 z 15.02.1962 oraz A/1580/212 z 12.05.1967. Inną formą ochrony tych obszarów jest ustanowienie historycznego centrum miasta, w nieco szerszym obszarowo zakresie niż wyżej wskazany zespół urbanistyczny, jako pomnik historii  . Samo miasto włączyło ten obszar jako cenny i wymagający ochrony do Parku Kulturowego "Stare Miasto", który zakłada ochronę krajobrazu kulturowego oraz uporządkowanie, zachowanie i właściwe kształtowanie krajobrazu kulturowego oraz historycznego charakteru najstarszej części miasta . Ponadto obszar ten leży w strefie ochrony konserwatorskiej zabytków archeologicznych. Wymagana jest także kamienna nawierzchnia ulic, chodników, pasaży i wnętrz urbanistycznych.
W otoczeniu ulicy znajduje się jeden obiekt zabytkowy, w jej zachodniej elewacji – Hotel „Deutsches Haus”, następnie hotel „Sajgon”, później Hotel „Lothus”, lata 1903–1904, po 1945 r., wpisany do rejestru zabytków pod nr 677/508/Wm z dnia 25.01.1993 r. .

## Wrocławskie krasnale
Przy ulicy Krawieckiej 1F umieszczono figurkę wrocławskiego krasnala Leprokonus. Figurka ma barwę złota i niesie z beczkę pieniędzy. Natomiast przy ulicy Krawieckiej 3 umieszczono figurkę wrocławskiego krasnala o nazwie ZimMedka. Przedstawia ona krasnalkę w ósmym miesiącu ciąży. Kreowana jest opowieść, że dotknięcie jej brzuszka, spełnia marzenia o macierzyństwie .